# 史密
史密，字梅叔，山東人，清朝官員。拔貢出身。

## 生平
史密於1847年（道光27年）奉旨以淡水同知升任，接替仝卜年於台灣地區擔任台灣府知府。而此官職是台灣清治時期此期間，受台灣道制約的台灣地方父母官。翌年因不適任，被撤旨降回淡水同知。隨後，又被參奏革職休致。